# Roy Kennedy
Pour les articles homonymes, voir Kennedy.
Roy Francis Kennedy, baron Kennedy de Southwark, né le 9 novembre 1962, est un homme politique britannique, membre du Parti travailliste et pair à vie.

## Biographie
Né à Lambeth de parents irlandais, Kennedy grandit à Southwark, fréquentant l'école primaire St Joseph à Camberwell et l'école St Thomas the Apostle à Peckham.
En 1986, à l'âge de 23 ans, Kennedy est élu au conseil de Southwark en tant que conseiller du quartier de Newington. Il occupe par la suite divers postes au sein du conseil, dont celui de chef adjoint.
Salarié à plein temps du Parti travailliste en 1990, il prend le poste d'organisateur du parti à Coventry en 1991. Il joue un rôle déterminant dans la défaite du député militant Dave Nellist, qui a été désélectionné comme candidat travailliste, aux élections générales de 1992. En 1994, Kennedy déménage dans les Midlands de l'Est et est directeur régional de 1997 à 2005. Fin 2005, il prend le poste de directeur des finances et de la conformité, rejoignant la direction générale du parti travailliste.
Il est nommé conseiller municipal honoraire par le Southwark Council en 2007. Il est fait pair à vie dans la liste des honneurs de dissolution de Gordon Brown en 2010, avec le titre de baron Kennedy de Southwark, de Newington dans l'arrondissement londonien de Southwark le 21 juin 2010, et fait son premier discours à la Chambre des lords le 21 juillet 2010.
Le 30 septembre 2010, il quitte son emploi au Parti travailliste, après plus de vingt ans de service, mais reste administrateur du parti travailliste jusqu'en avril 2011. Le lendemain, 1er octobre 2010, il est nommé commissaire électoral, sur proposition du Parti travailliste. Il est le premier membre du Parti travailliste à siéger en tant que commissaire électoral, mais décide de se présenter aux élections au conseil de Lewisham en mai 2014, plutôt que de siéger pour un deuxième mandat à la Commission électorale. Il est remplacé à la Commission électorale par l'ancien ministre et député de Lewisham East, Bridget Prentice.
Kennedy est whip de l'opposition et porte-parole sur les questions relatives au Cabinet, à la justice et au logement, aux communautés et au gouvernement local depuis octobre 2011.
Depuis qu'il s'est joint aux Lords, il s'est prononcé en faveur des coopératives de crédit à de nombreuses reprises et est le vice-président du groupe parlementaire multipartite sur les coopératives de crédit. Il est administrateur de la London Mutual Credit Union, qui est l'une des coopératives de crédit les plus importantes et les plus prospères du Royaume-Uni.
Il fait partie d'un groupe de 48 députés et pairs travaillistes qui sont également membres du groupe parlementaire du Parti coopératif.
Au début de 2014, il est élu président du groupe parlementaire multipartite sur l'inscription des électeurs. Il est élu en mai 2014 au conseil de Lewisham, représentant le quartier de Crofton Park, qui fait partie de la circonscription parlementaire de Lewisham Deptford.

## Autres postes
Kennedy est un administrateur de la United St Saviour's Charity, fondée en 1540, qui finance un large éventail d'initiatives communautaires et fournit un hébergement protégé aux retraités à Southwark. Il est également administrateur du Ackroyd Community Centre, qui héberge une variété de services pour la communauté locale à Forest Hill, Crofton Park et Honor Oak Park.
De plus, il est gouverneur du Morley College (une partie des instituts désignés spéciaux qui comprennent City Lit, Ruskin College, l'Association éducative des travailleurs et Northern College), Président de la Society of Podologues et Podiatres (un petit syndicat spécialisé) et vice-président de la Chambre de commerce de Southwark .

## Vie privée
Son épouse est Alicia Kennedy, baronne Kennedy de Cradley, ancienne secrétaire générale adjointe du parti travailliste et maintenant pair à vie sur les bancs travaillistes. Elle est également élue au conseil de Lewisham en mai 2014, représentant le quartier de Brockley, dans la même circonscription parlementaire de Lewisham Deptford que Lord Kennedy .